# Мертвий сезон (фільм, 2012)
Мертвий сезон  (англ. Dead Season) — постапокаліптичний американський фільм режисера Адама Девуа про зомбі. Прем'єра фільму відбулася 15 травня 2012 року (Франція). Місця зйомок: Бербанк, Каліфорнія, США.

## Сюжет
Коли у всьому світі вірусний спалах призводить до створення з людей зомбі, зачищаючи Землю від життя, двоє вижили з маленькою дитиною, і змушені бігти з охопленої хаосом Америки на віддалений острів, сподіваючись на шанс почати нове життя. Але хлопчику не судилося вижити, щоб побачити нове життя на острові, він був укушений зомбі і вбитий на шляху до острова дівчиною та чоловіком.
Але те, що вони знайшли — вселило новий жах. Орди голодних мерців, вже на острові, а інші люди змусили пару долучитися в боротьби або битви між собою. ВцілілІ, під егідою командира старої військової бази США, повинні спуститися до дикості і нещадної тактики виживання просто кожен день…
Бажаний райський тропічний острів — виявляється пеклом з вкрай обмеженими ресурсами і голодними до сексу військовими, окрім того, виявляється, що командир бази ввів у норму канібалізм, і в чому тоді ж тепер різниця між зомбі та людьми, та чи була вони колись взагалі?

## Актори
- Скотт Торф — Елвіс,
- Марісса Меррілл — Твітер,
- Джеймс С. Бернс — Курт Конрад,
- Корсика Вілсон — Рейчел Конрад,
- Марк Л. Фуско — Томмі,
- Тодд Прічетт — Тодд,
- Грант Бейджон — Алекс Уотерман,
- Кевін О. Матта — Джейсон,
- Анна Вавсер — Деббі,
- Грег Вайсман — Майк,
- Лейшла М. Перес Фігероа — Кендіс,
- Шон Макдональд — Тревор,
- Дейв Уілхойт — Бородатий зомбі,
- Барбара Керфорд — Зомбі,
- Кармен Перес — Софія.